# 腋花扭柄花
腋花扭柄花（学名：Streptopus simplex）为天门冬科扭柄花属的植物。分布于锡金、缅甸、印度、尼泊尔以及中国大陆的云南、西藏等地，生长于海拔2,700米至4,000米的地区，见于林下、竹丛中及高山草地，目前尚未由人工引种栽培。
其种加词“simplex ”意为“简单、单一的”。